# La Gineta
La Gineta é um município da Espanha na província de Albacete, comunidade autónoma de Castilla-La Mancha, de área 137 km² com população de 2189 habitantes (2004) e densidade populacional de 15,46 hab/km².

## Demografia
| Variação demográfica do município entre 1991 e 2004 | Variação demográfica do município entre 1991 e 2004 | Variação demográfica do município entre 1991 e 2004 | Variação demográfica do município entre 1991 e 2004 |
| --------------------------------------------------- | --------------------------------------------------- | --------------------------------------------------- | --------------------------------------------------- |
| 1991                                                | 1996                                                | 2001                                                | 2004                                                |
| 2133                                                | 2083                                                | 2086                                                | 2114                                                |